# Anisorus

Кунтушець (лат. Anisorus Mulsant, 1863) — рід жуків з родини Скрипунових.

## Молекулярна філогенія
Початково Кунтушець (Anisorus) був описаний як окремий рід. Проте впродовж ХІХ і ХХ століть періодично його статус переглядався й понижувався до підроду. Однак, сучасні дані молекулярної філогенії на основі мітохондрієвих генів 12S рРНК, 16S рРНК, COI і ядрових генів 18S рРНК, 28S рРНК вказують на його самостійнійність як роду у трибі Вузькотільцеві (Stenocorini).

## Види
До роду відносять такі види:
- Anisorus brunnescens (Holzschuh, 1991)
- Anisorus heterocerus (Ganglbauer, 1882)
- Anisorus homocerus (K. Daniel, 1900)
- Anisorus latus (Pic, 1892)
- Anisorus quercus (Goetz, 1783)

В Україні поширений один вид: 
- Кунтушець  дубовий — (Anisorus quercus (Goetz, 1783))